# Laser Warning Receiver
Il Ricevitore di Allarme Laser (in inglese Laser Warning Receiver) è un dispositivo che rileva le frequenze di emissioni laser note che incidano su un sistema di rilevatori posti su un mezzo militare, terrestre, aereo o navale, e riporta al pilota o ad un controllore tattico la rilevazione di una minaccia costituita da un puntatore laser appartenente ad un sistema d'arma attivo o ad un telemetro laser. Il puntatore può anche essere invisibile ad occhio nudo, nel caso la sorgente sia su frequenza infrarossa.
Possibili contromisure passive sono schermi di fumo, schermi di aerosol (come lo Shtora-1) o sistemi di autodifesa laser attivi con generatore di disturbo (ad esempio l'LSDW usato sul carro da combattimento Type 99 cinese) o inganno.

## Produttori
- BAE Systems[2]
- Thales Optronics[3]
- Przemysłowe Centrum Optyki[4]
- Elbit Systems[5]